# Oppidum du Cayla
Pour les articles homonymes, voir Cayla.
L'oppidum du Cayla est un oppidum situé en France sur la commune de Mailhac, dans le département de l'Aude en région Occitanie.
Il fait l'objet de classements au titre des monuments historiques depuis 1960 et 1961.

## Localisation
L'oppidum est situé sur la commune de Mailhac, dans le département français de l'Aude.

## Historique
L'occupation humaine est ancienne à Mailhac : vers 2740 av. J.-C., des familles de bergers semi-nomades fréquentaient les lieux ; vers 1800 av. J.-C., on observe la migration d'individus venus d'Espagne et qui apportent la métallurgie du cuivre ; relativement peu nombreux, ces derniers semblent s'être fondus dans la population déjà présente".
Mais c'est à partir du début du IXe siècle av. J.-C. qu'est construit un village fortifié sur la colline du Cayla. Il sera occupé jusqu'au IIe s. après J.-C., après la conquête romaine, avec toutefois une interruption vers 700 av. J.-C. (le village se déplace dans la plaine, avant de revenir sur l'oppidum au début du VIe av. J.-C.) et plusieurs incendies (au début du Ve s. av. J.-C., puis vers 450 et vers 300), toujours suivis de reconstructions. A la fin du Ier s. av. J.-C., on note une nouvelle destruction « sans doute lors d'une répression romaine », selon Pierre Sejalon.
Près du village du IXe, les fouilles patientes d'Odette et Jean Taffanel ont mis au jour une nécropole. On y a pratiqué l'incinération des défunts, jusqu'à l'époque chrétienne. L'étude des sépultures montre, aux débuts, une société assez égalitaire.
Vers 700 av. J.-C., la colline du Cayla est abandonnée et les habitations se déplacent au bas de la pente, au lieu-dit Le Traversant. Ce grand village a un habitat assez dispersé ; on y note l'apparition d'objets en fer ; d'après l'étude des tombes, la société est alors assez hiérarchisée (objets plus ou moins nombreux et prestigieux selon l'importance du personnage).
Les pentes et le plateau du Cayla sont à nouveau occupés au début du VIe. Vers 525 est construit un important rempart en pierre. Le village, qui s'étend sur 5 hectares, est alors l'un des plus importants du Languedoc méditerranéen.
Le Cayla, au moins à partir du VIe s., fait partie de la civilisation des oppida du territoire élisyque, tout comme Ensérune, Montlaurès et Pech Maho entre autres. Ce peuple, tout en ayant une culture spécifique, s'ouvre aux influences successives, commerciales mais aussi culturelles, des Phéniciens (venus de la côte méditerranéenne espagnole), des Étrusques, des Phocéens et de leurs descendants de Massalia (Marseille), Agathé (Agde) et Emporion (Empúries), puis des Romains. Les archéologues ont qualifié cette culture hybride de culture ibéro-languedocienne.
Les Élisyques produisaient des céréales et pratiquaient le commerce du fer, de l'argent du cuivre, qu'ils échangeaient contre vin, huile d'olive et céramiques des régions méditerranéennes, outillage, armes et bijoux des régions celtisées du Sud de la Gaule et de la côte orientale espagnole.
Les travaux archéologiques effectués à Mailhac montrent une similitude avec l'évolution des autres oppida du territoire élisyque.
Avec la romanisation, l'oppidum sera définitivement abandonné vers le IIe s. après J.-C.
Le site est classé au titre des monuments historiques en 1960 et 1961.

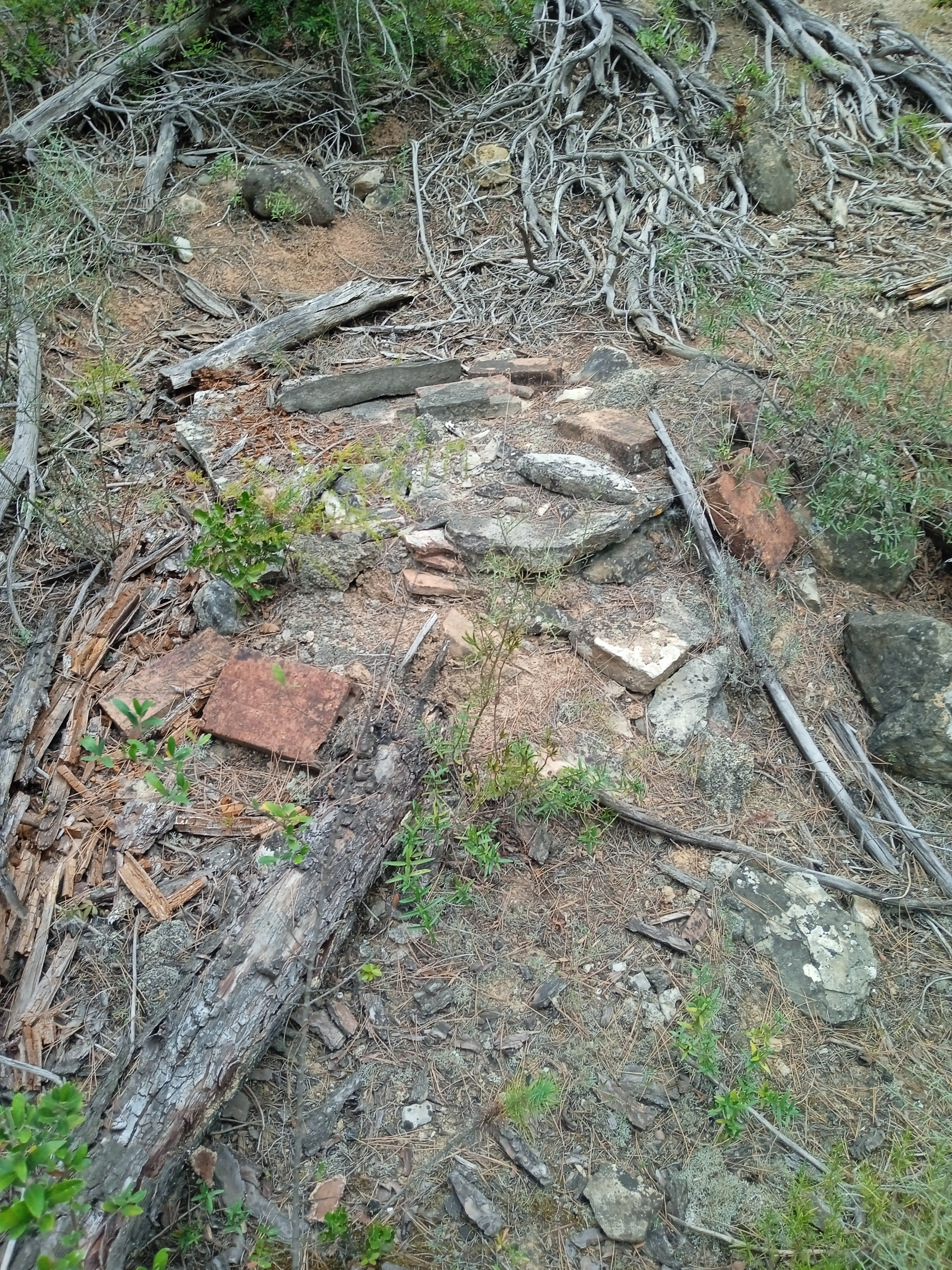
Éléments de fouilles sur le site de l'oppidum.
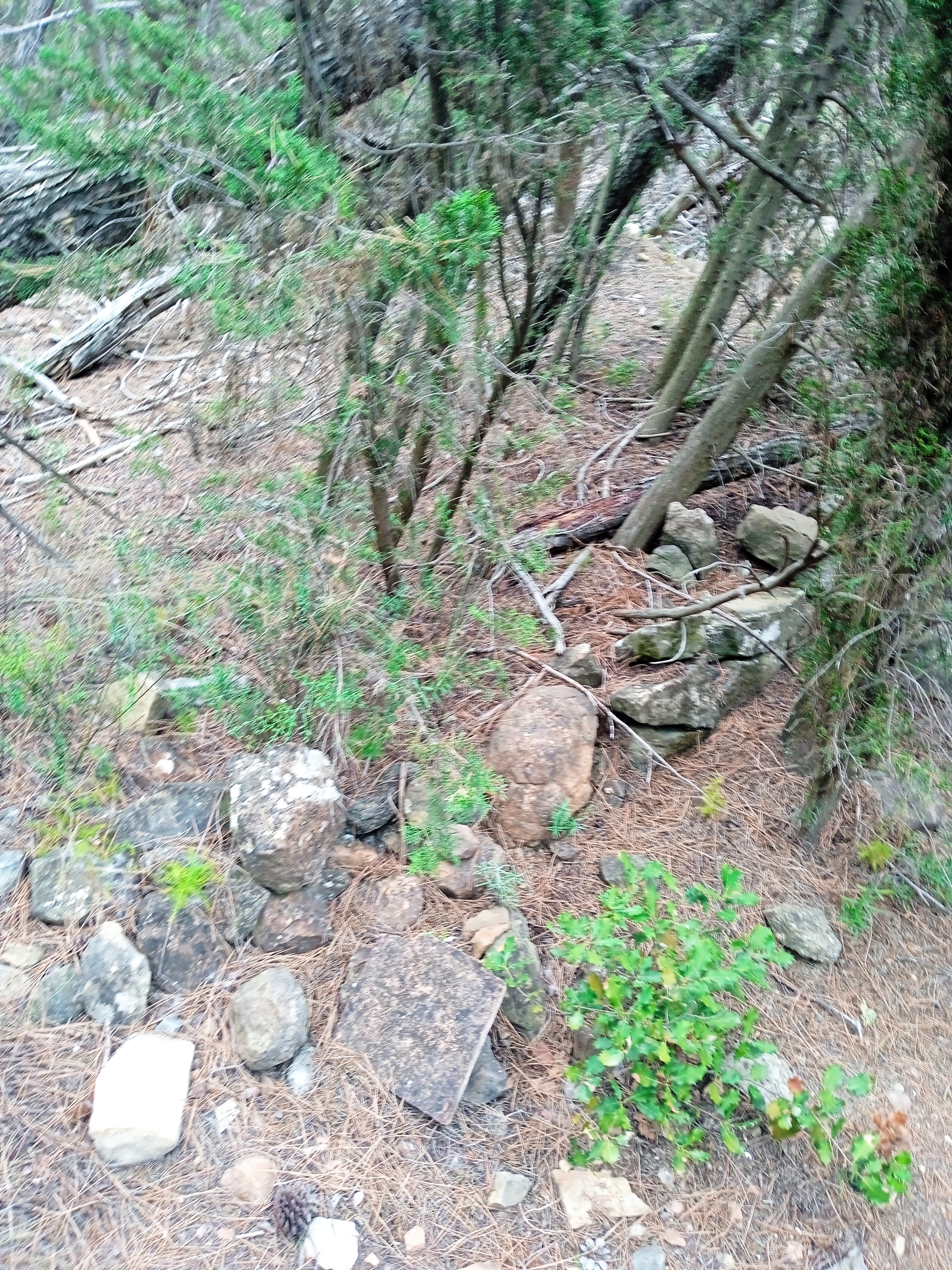
Site de l'oppidum du Cayla en août 2024.
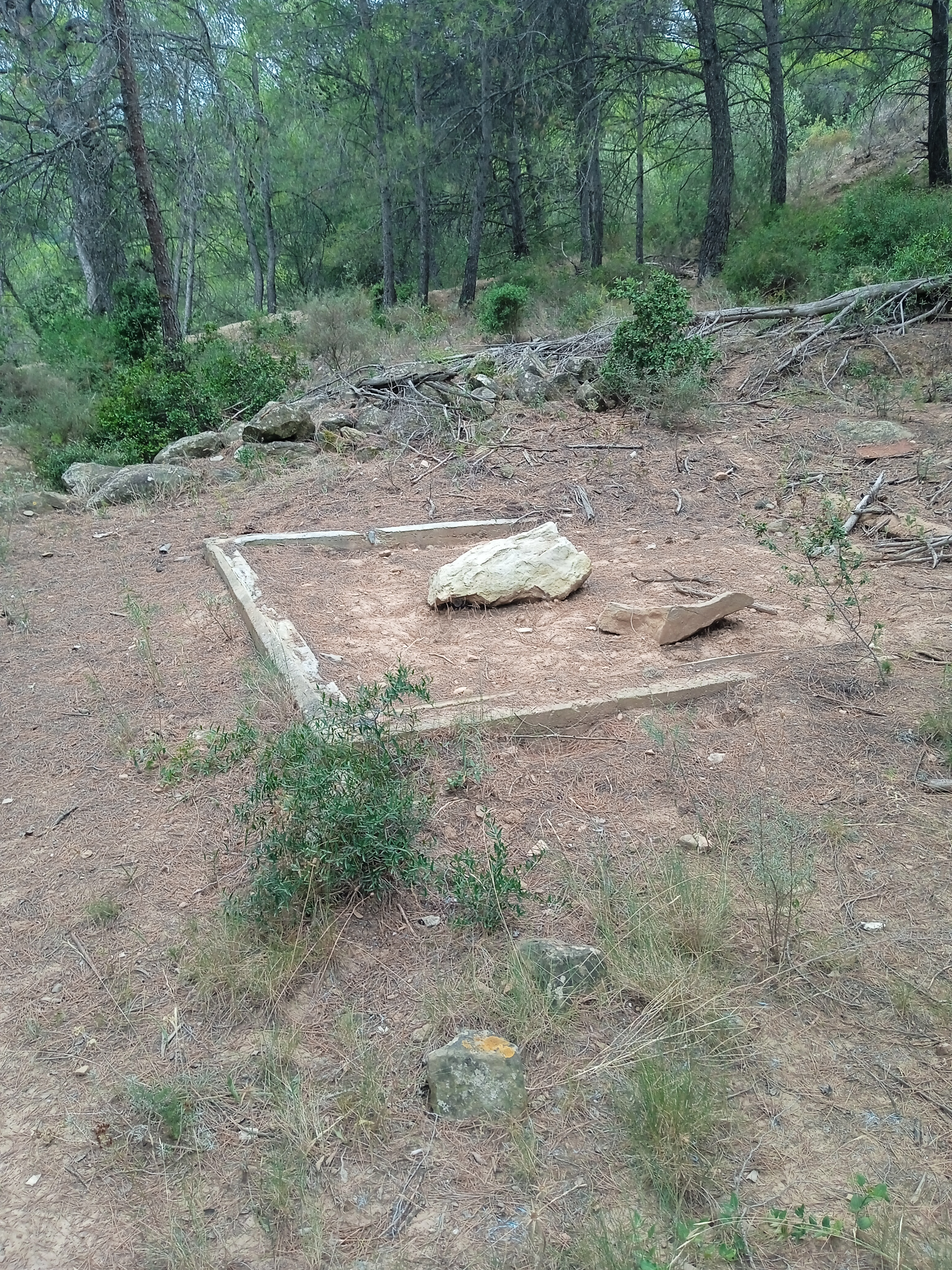
Parcelle de fouilles de l'oppidum.
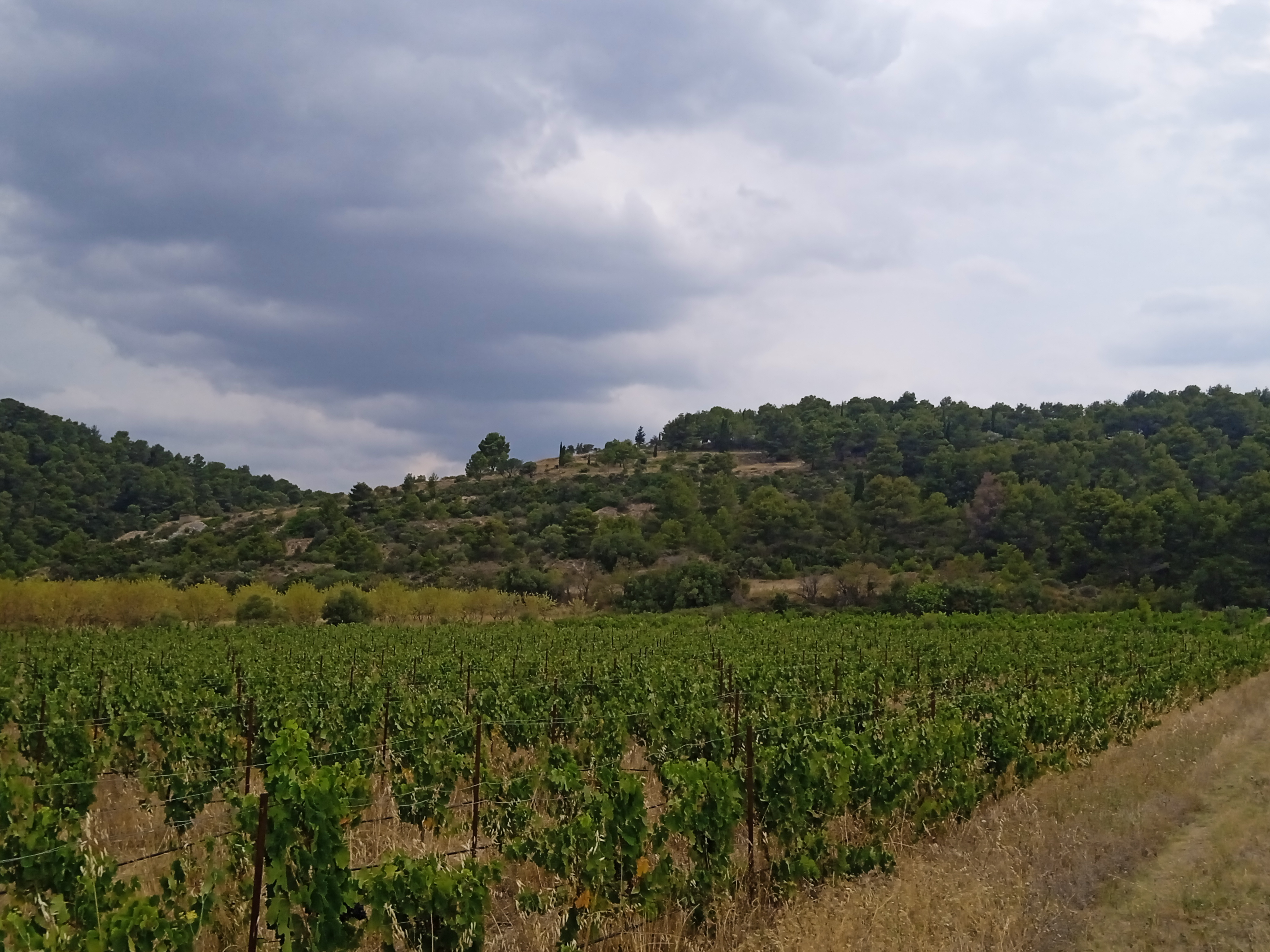
La colline contenant l'oppidum se nomme Lou Cayla et culmine à 143 m d'altitude.